# Redazione
La redazione è l'insieme dei giornalisti che lavorano per una testata giornalistica, un'emittente televisiva o radiofonica. Con lo stesso termine s'identifica, oltre al gruppo di persone, anche il luogo di lavoro.
È coordinata dal caporedattore che organizza il lavoro di tutti e fa da cinghia di trasmissione nei rapporti con il direttore responsabile. Non fanno parte della redazione i collaboratori esterni nonché i corrispondenti. 

## Evoluzione organizzativa
Tradizionalmente lo stenografo riceveva le telefonate da parte dei giornalisti e, dietro dettatura, stenografava il pezzo su carta, poi lo riscriveva in caratteri alfabetici con la macchina da scrivere. Con lo sviluppo della tecnologia, lo stenografo è stato sostituito dal dimafonista, che raccoglieva gli articoli che gli inviati e i corrispondenti avevano dettato al telefono, registrandoli nella segreteria telefonica del giornale; usando un particolare registratore, leggibile a passo ridotto, trascriveva i pezzi su carta e quindi li batteva a macchina.
A partire dagli anni 1980, l'avvento dell'informatica prima e della diffusione del world wide web a partire dagli anni 2000, hanno permesso al giornalista di gestire il lavoro in maniera molto più individuale: scrive l'articolo sul proprio dispositivo, si collega alla rete ed invia il pezzo via email, o anche direttamente in pagina o sul sito web.

## Organizzazione-tipo
Direttore responsabile

Vicedirettore/i

Redattore capo centrale

Redattori capo 

Capiservizio

Segretario di redazione

Redattori ordinari

Redattori di prima nomina

Praticanti
I grandi giornali hanno solitamente più redazioni, ciascuna specializzata in un diverso settore. I settori tradizionali sono: politica, interni, economia, esteri, cultura, spettacoli, sport, cronaca locale. Inoltre nelle grandi testate vi è la redazione centrale e le redazioni periferiche.
Nei giornali medio-piccoli, che hanno un'unica redazione, i settori sono suddivisi in "servizi", coordinati dal caposervizio.
La redazione è composta da un gruppo di giornalisti che compongono le pagine e da un altro gruppo a cui sono affidati compiti di scrittura e riscrittura. In particolare, il lavoro del redattore ordinario consiste: a) nella stesura di articoli; b) nel monitoraggio delle agenzia stampa e nell'elaborazione di pezzi con materiale di agenzie; c) nella modifica o adattamento di pezzi altrui (quello che in gergo si chiama la “cucina”). Al vertice di ciascuna redazione vi è il “caposervizio”. I capiservizio rispondono al caporedattore che, assieme ai suoi collaboratori, forma l'ufficio centrale.
Gli argomenti trattati dalle redazioni tradizionali, sono impaginati sempre dopo il “fatto del giorno”, che può appartenere indifferentemente a uno dei temi. Per coordinare giornalisti appartenenti a redazioni diverse è decisivo il ruolo del caporedattore.
Di concerto con i capi delle redazioni, il caporedattore controlla le notizie che saranno pubblicate sul giornale. Scopo della “cabina di regia” è armonizzare il giornale nelle sue diverse componenti in modo che la presentazione degli argomenti segua una sequenza logica e che il prodotto, nel suo complesso, rispecchi la gerarchia di valori fatta propria dal giornale.

## Le fasi lavorative tipiche
Alle 11 (o al più tardi alle 12) il direttore responsabile convoca l'ufficio centrale guidato dal caporedattore, e i capi di tutti i servizi. Scopo della riunione è analizzare il giornale uscito in mattinata per confrontarlo con i giornali della concorrenza. Successivamente si individuano i temi del giorno, tracciando una prima scaletta delle notizie più importanti. Si realizza il timone, un abbozzo schematico in griglia delle pagine previste per il giornale. Verrà tenuto costantemente aggiornato dai redattori, che inseriranno le notizie a mano a mano che arrivano durante la giornata, e verrà modificato fino alla chiusura dell'edizione.
Il secondo appuntamento fisso della redazione si tiene nel primo pomeriggio (generalmente poco dopo le 15). Il caporedattore riunisce i capiservizio e, con essi, decide come impaginare gli argomenti del giorno. Avviene una prima stesura del menabò. La decisione più importante da prendere è scegliere quali notizie collocare in primo piano (le prime pagine del giornale) e quali eventi collocare invece nelle sezioni interne. A conclusione dell'analisi, il caporedattore distribuisce il lavoro a ciascun caposervizio.
Successivamente ogni redazione lavora autonomamente, realizzando articoli, grafici, titoli e apponendo le necessarie fotografie. I tempi effettivi di fattura di un quotidiano sono circa sei ore, dalle 17 alle 23.
Mentre le redazioni sono al lavoro, il vertice (direttore, vicedirettore e ufficio centrale) si riunisce una seconda volta, alla fine del pomeriggio (tra le 18:30 e le 20). Scopo dell'incontro è definire la prima pagina: gerarchia delle notizie e titoli.
Entro le 23 ogni redazione ha finito le pagine e ha inviato il lavoro all'ufficio centrale per un ultimo controllo. Ottenuta l'approvazione, le redazioni trasmettono via computer le pagine in tipografia. Lo stesso fa l'ufficio centrale con la prima pagina con il nullaosta dato dal direttore. La tipografia, effettuato un rapido controllo di congruità tecnica, invia il giornale al centro stampa. Entro le 24 il giornale è pronto per andare in macchina.

## Nel mondo

### Italia
In Italia la figura del redattore è disciplinata dal contratto nazionale di lavoro giornalistico stipulato dal sindacato dei giornalisti (FNSI) e dalla Federazione italiana editori giornali (FIEG). Sono previste due tipologie contrattuali:
- Redattore di prima nomina: è il giornalista professionista neo assunto che ha appena svolto il praticantato ed ha sostenuto l'esame di ammissione all'ordine professionale;
- Redattore ordinario: qualifica che si ottiene dopo un congruo periodo di lavoro (di solito 30 mesi).

Fanno parte di una redazione anche i praticanti giornalisti, cioè coloro che stanno svolgendo il tirocinio per l'esame da professionista.
Dal punto di vista organizzativo, all'interno della redazione di una testata giornalistica, l'interlocutore naturale del giornalista professionista, assunto tramite il contratto nazionale di lavoro giornalistico come "redattore ordinario", è il caposervizio, poi il caporedattore (o anche redattore capo) e il vice direttore. Vi è poi la figura dell'inviato. Tutte queste figure non possono essere ricoperte da pubblicisti, mentre la Corte di cassazione con la sentenza n. 256 del 2 aprile 1971 ha affermato che anche i pubblicisti possono assumere l'incarico di direttore responsabile, gerarchicamente posto al vertice di testata giornalistica. Secondo la legge italiana sul diritto d'autore (legge 22 aprile 1941, n. 633), l'autore di un articolo ha diritto che il suo nome figuri nella riproduzione della propria opera; questo diritto tuttavia non riguarda i redattori. Il contratto nazionale di lavoro giornalistico, infatti, non afferma espressamente il diritto del giornalista subordinato a firmare i propri articoli. Esso si limita a stabilire che gli articoli e i servizi firmati possono essere modificati o integrati solamente con il consenso dell'autore.
Le figure di collaboratore (esterno alla redazione) e di direttore responsabile possono essere ricoperte da giornalisti pubblicisti. Il direttore responsabile ha (in base alla legge sulla stampa dell'8 febbraio 1948, n. 47) l'unica responsabilità, anche penale, dei contenuti della pubblicazione e, per il contratto, dell'organizzazione redazionale. L'editore non può incidere sulle scelte giornalistiche della redazione; questi può esclusivamente rimuovere il direttore responsabile. Il direttore editoriale del giornale, ove previsto dall'editore, ha invece la responsabilità politica della linea editoriale del giornale.

#### Comitato di redazione
La tutela dei diritti morali e materiali derivanti ai redattori è affidata al "comitato di redazione" (Cdr), organismo sindacale di base previsto dal contratto nazionale di lavoro giornalistico. Il Cdr viene istituito nelle aziende editrici che abbiano alle proprie dipendenze almeno dieci redattori. La scelta dei membri del Cdr avviene tra i redattori assunti (siano o meno iscritti al sindacato), tramite votazione cui sono chiamati i giornalisti nelle assemblee di redazione. L'attività dei Cdr si raccorda con quella del sindacato dei giornalisti.